# Historia Gniezna
Gniezno – pierwsza stolica Polski, pierwsza stolica metropolii kościelnej w Polsce, miasto św. Wojciecha.

## Pradzieje i starożytność
Pierwsze ślady osadnictwa na terenie współczesnego Gniezna pochodzą z końca paleolitu, tj. sprzed 8–10 tys. lat. Ślady kultury świderskiej, która przywędrowała tu wraz z rozwijającą się tundrą parkową, datuje się na przełom X i IX tysiąclecia p.n.e. Ślady te zostały zarejestrowane na zachodnim brzegu jeziora Jelonek. Liczniejsze ślady osadnictwa pradziejowego pochodzą ze środkowej epoki kamienia, zlokalizowane główne na wschodnim stoku Góry Lecha i jego kulminacji. W Gnieźnie odkryto bardzo nieliczne ślady najwcześniejszych kultur okresu neolitu. Zabytki odkryte na Wzgórzu Lecha można wiązać albo z przedceramicznym neolitem, albo początkami kultury pucharów lejkowatych. Odnalezione zabytki świadczą o tym, że już pierwsze społeczności kultur naddunajskich, dla których terenem wyjściowym był obszar Moraw, penetrowały rejon obecnego Gniezna.
Na terenie Gniezna odnotowano liczne zabytki kultury łużyckiej, zarejestrowane na 31 stanowiskach archeologicznych. To osadnictwo grupuje się w rejonie obecnego centrum miasta. Ślady tej kultury pojawiają się także nad Jeziorem Winiary i Świętokrzyskim oraz na obecnych przedmieściach (m.in. Skiereszewo). W tzw. okresie przedrzymskim, lateńskim, znalezione są ślady związane z kulturą wschodniopomorską. Te społeczności charakteryzowały się bardziej rozrzedzonymi strukturami osadniczymi oraz charakterystycznymi cmentarzyskami. Badania archeologiczne wskazały też na liczne kontakty handlowe z terenami rzymskimi i greckimi oraz ślady kultury przeworskiej, najbardziej charakterystyczne dla rejonu obecnego osiedla Arkuszewo. Stopniowe załamanie osadnictwa Gniezna nastąpiło w końcu IV i V wieku, co było spowodowane wędrówkami ludów. Gniezno pozostało niezasiedlone aż do ok. VII wieku.

## Wczesne średniowiecze

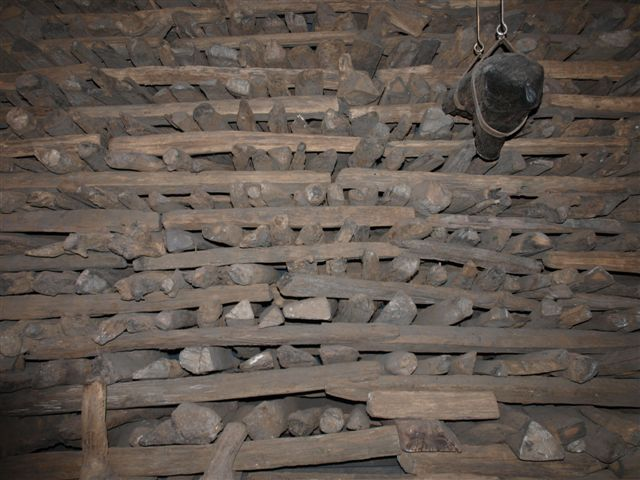
Rekonstrukcja wałów obronnych grodu gnieźnieńskiego w okresie tworzenia się państwa Polan

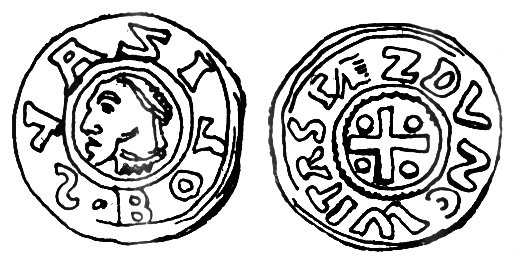
Denar Chrobrego z napisem GNEZDVN CIVITAS

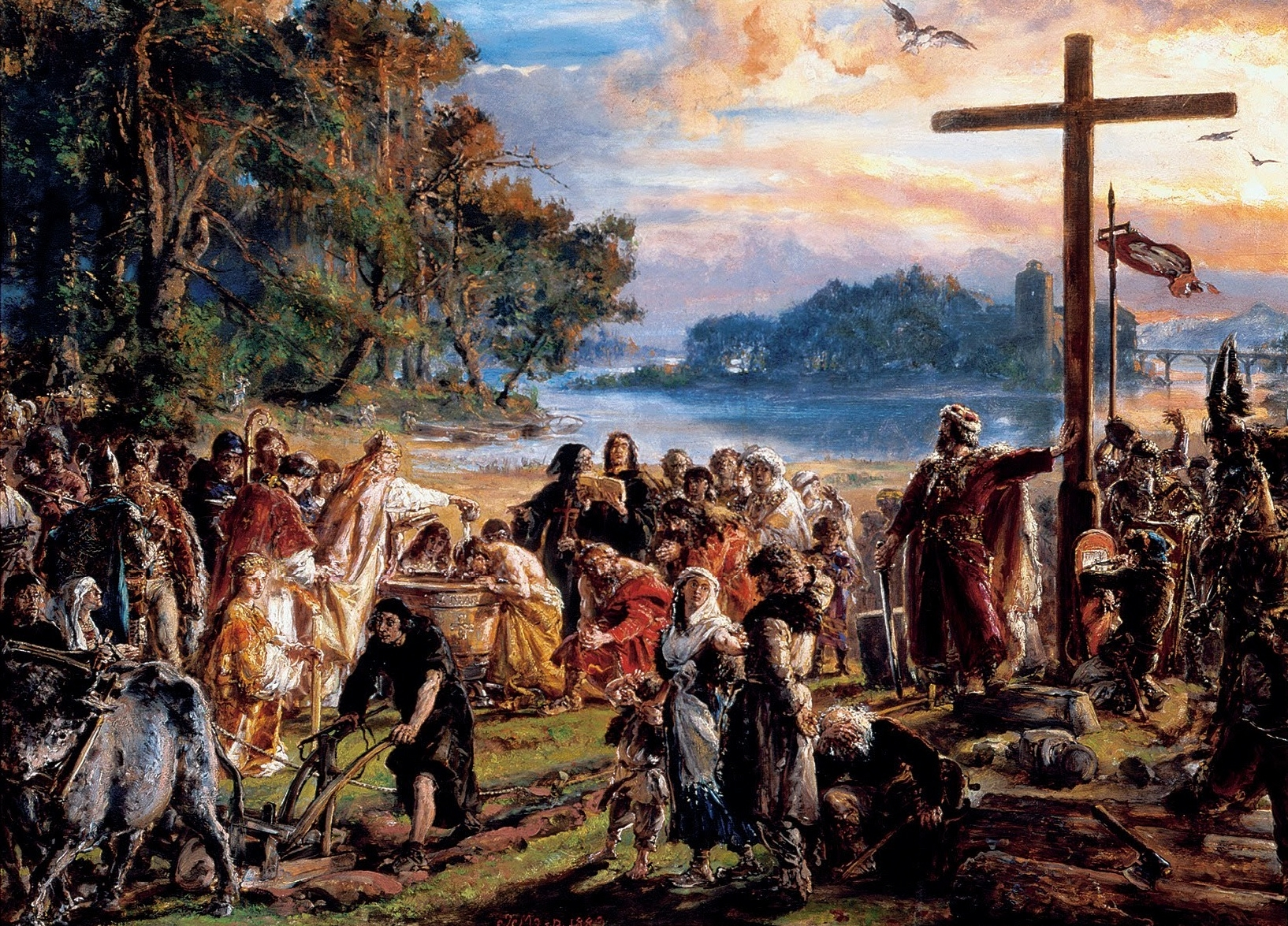
Chrzest Polski na obrazie Jana Matejki

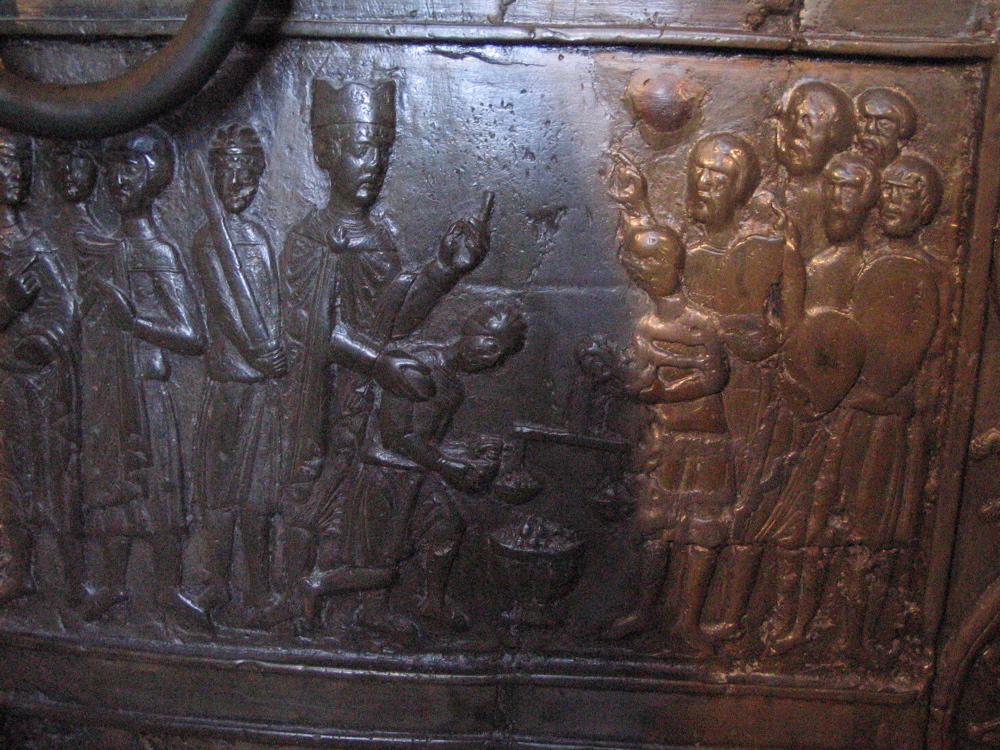
Wysłannicy księcia Bolesława wykupują ciało męczennika Wojciecha - kwatera Drzwi Gnieźnieńskich

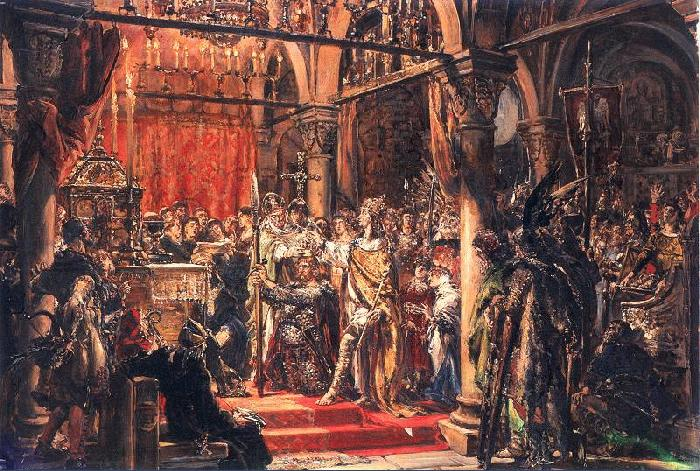
Koronacja Bolesława Chrobrego w 1025 roku na obrazie Jana Matejki

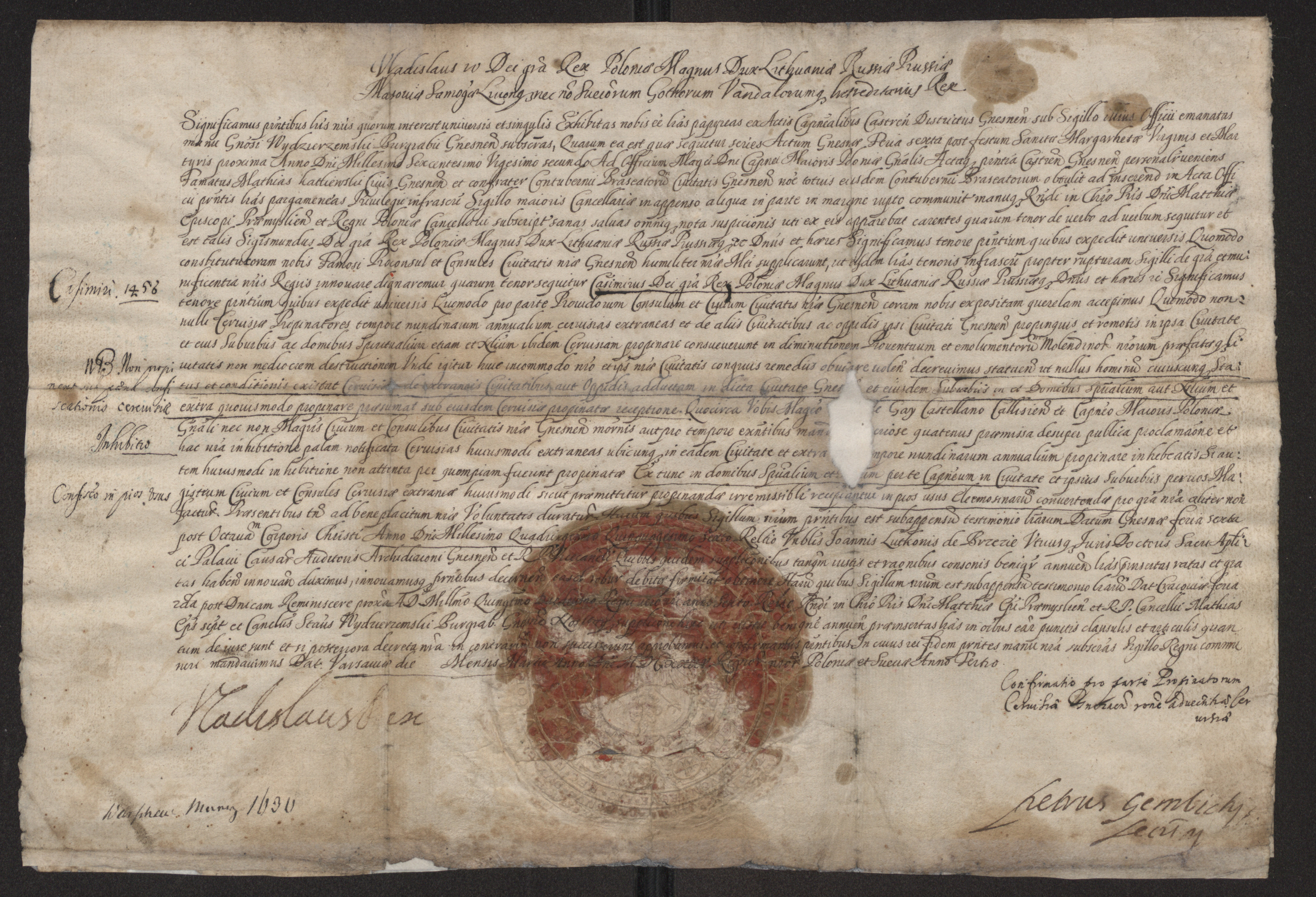
Wladysław IV zatwierdza poprzednie przywileje miasta Gniezna, 1635 r. (miejsce przechowywania: Archiwum Państwowe w Poznaniu).

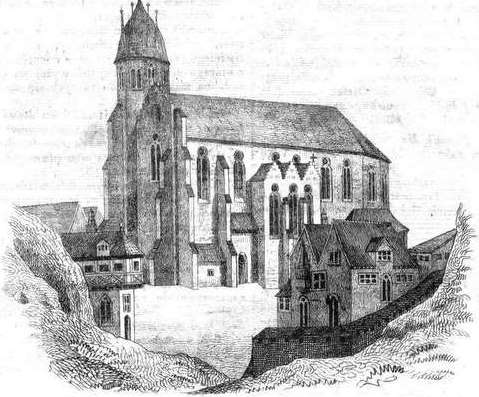
Dawna katedra gnieźnieńska, przedstawienie z ok. 1843 roku

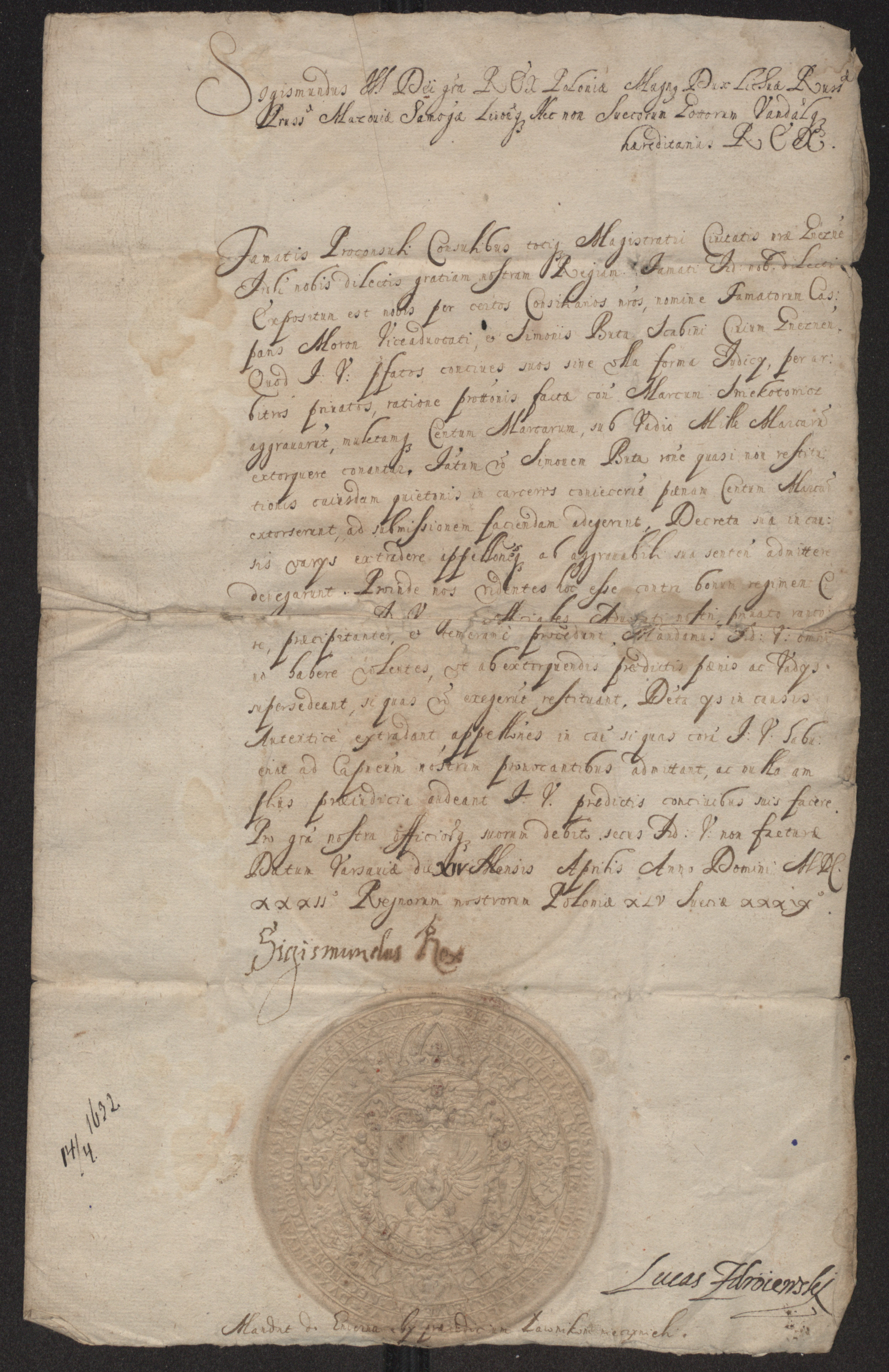
Zygmunt III Waza rozstrzyga spór władz miejskich z mieszczanami

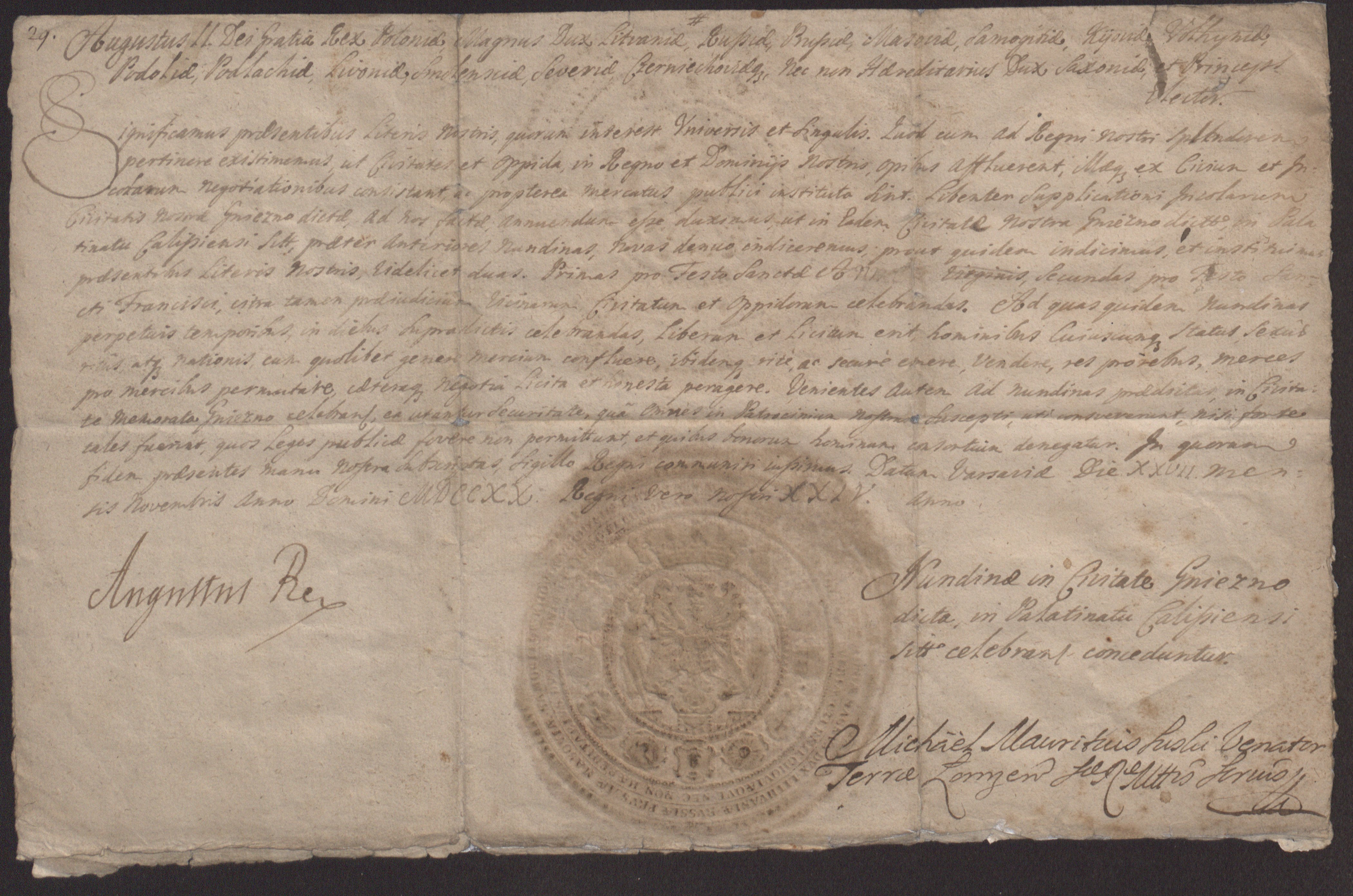
August II nadaje miastu Gnieznu prawo do urządzania kolejnych dwóch jarmarków: na świętej Anny i na świętego Franciszka, 1720

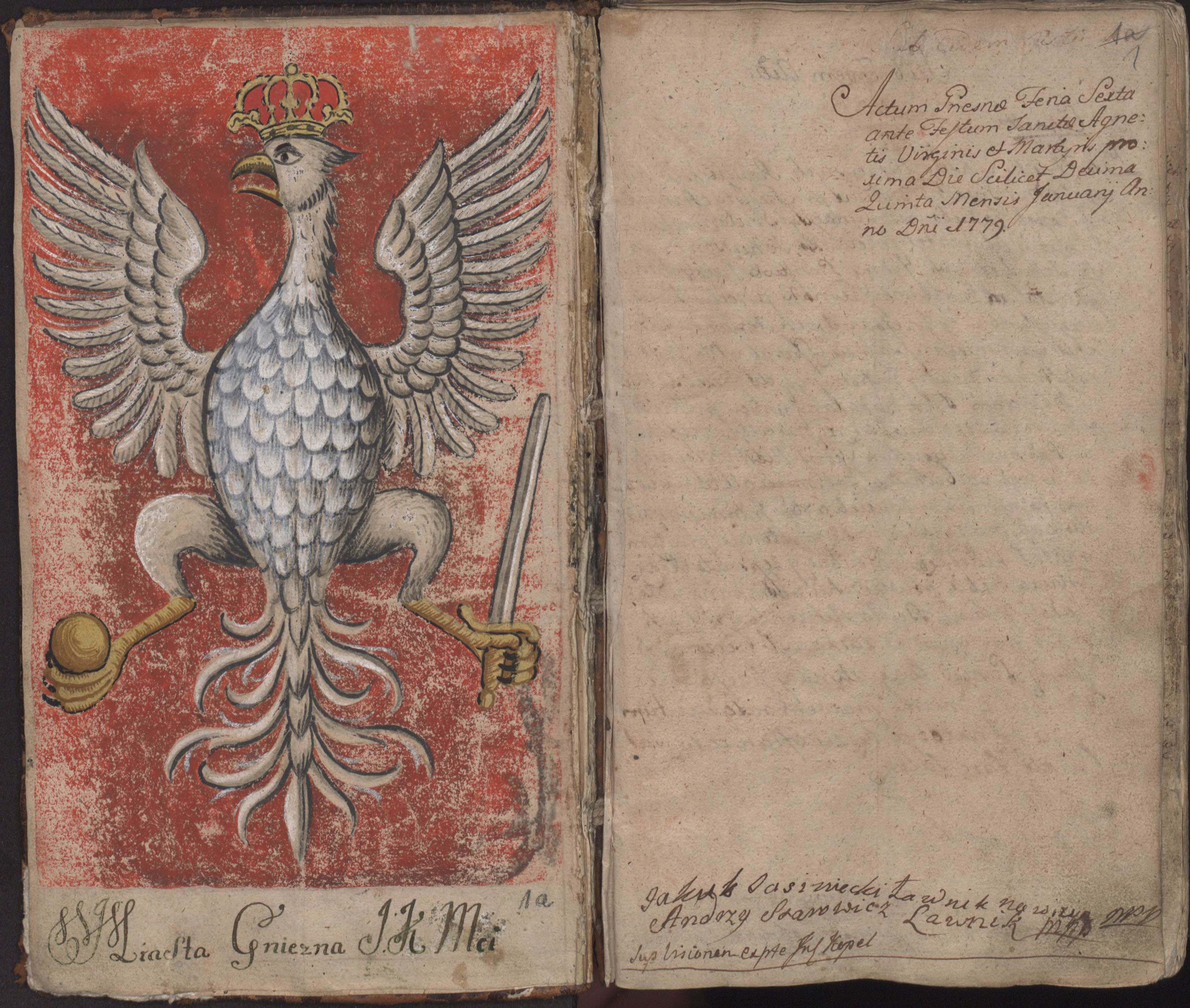
Księga radziecka z lat 1779-1784

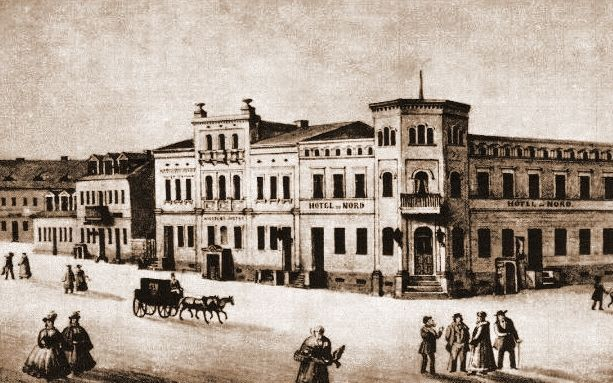
Gniezno na rysunku F. Patzela z 1861 roku

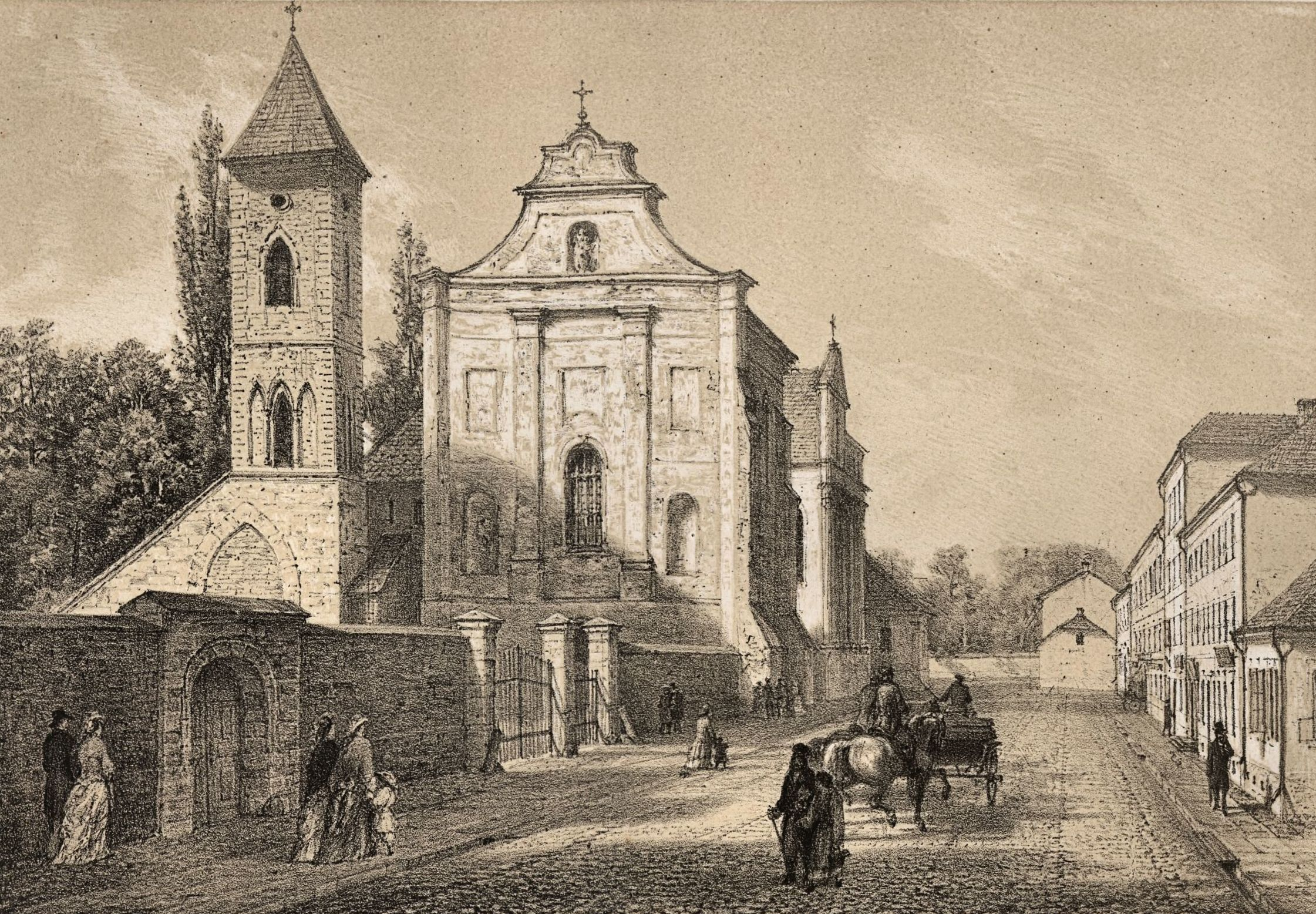
Kościół pofranciszkański w II połowie XIX w.

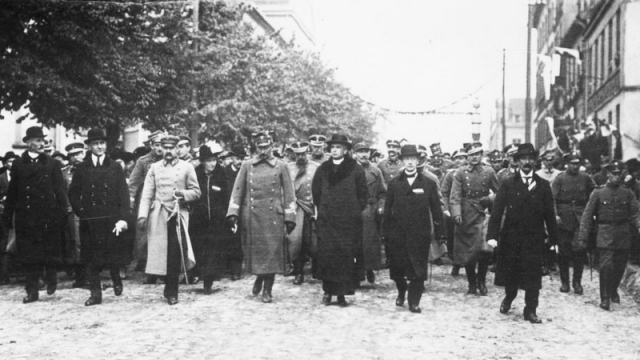
Józef Piłsudski, Stanisław Wojciechowski i Józef Dowbór-Muśnicki w Gnieźnie, 1919 r.

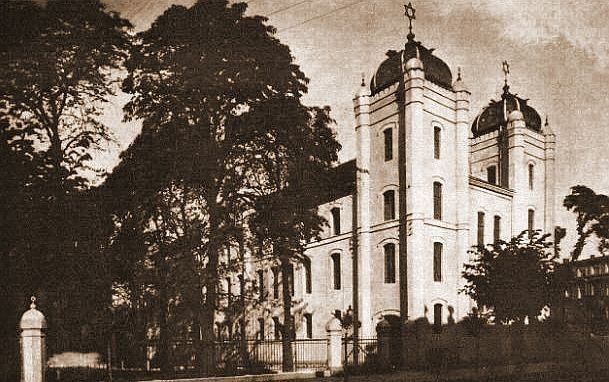
Synagoga w Gnieźnie ok. 1920 roku

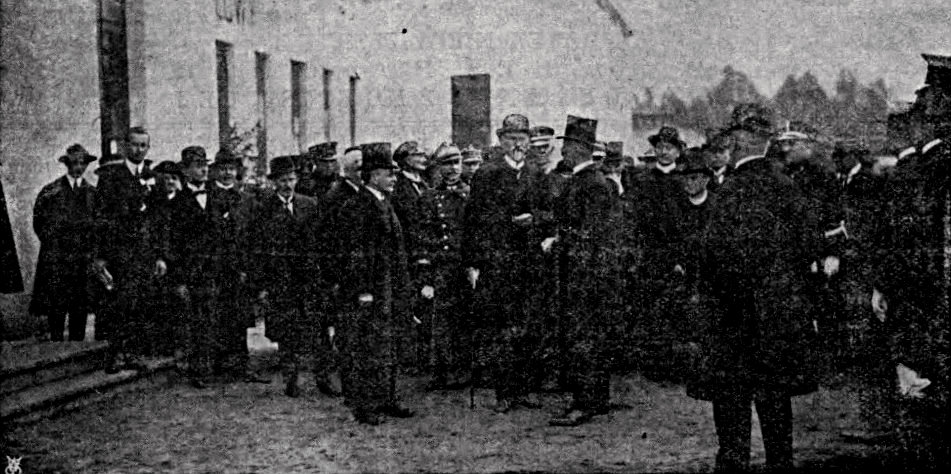
Wizyta prezydenta Stanisława Wojciechowskiego w Gnieźnie z okazji Wystawy Rolniczo-Przemysłowo-Handlowej, wrzesień 1925

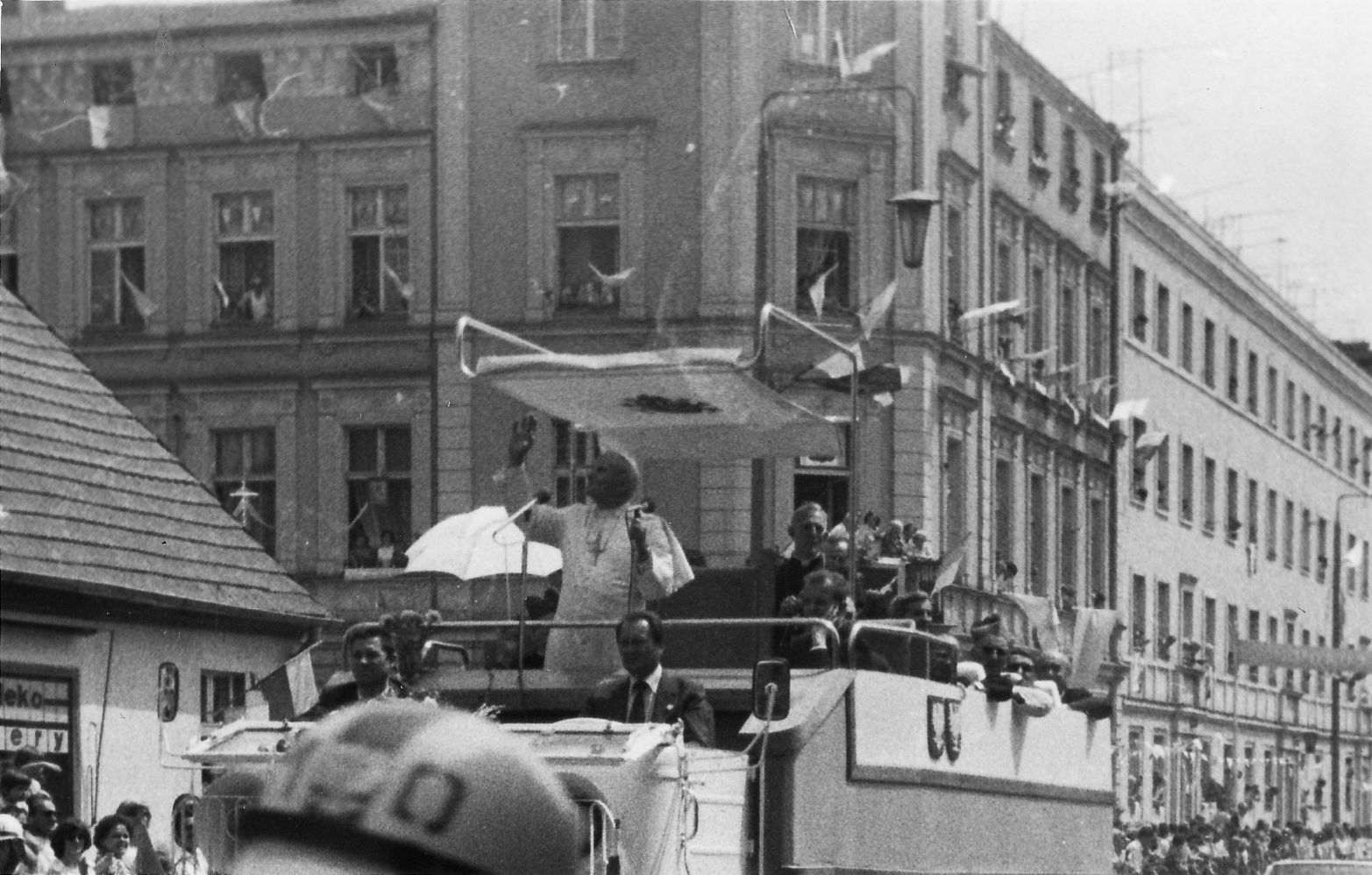
Jan Paweł II w Gnieźnie w 1979 roku

Od końca VIII do połowy X wieku na Górze Lecha wznosił się otoczony fosą o szerokości 12 metrów kamienny kurhan o średnicy 10-12 metrów. Dotychczas uważano, że w końcu VIII w., za rządów półlegendarnej dynastii Popielidów powstał w Gnieźnie gród (plemienia Goplan) i podgrodzie, otoczone wałem drewniano-ziemnym. Jednak najnowsze badania dendrochronologiczne dostarczyły dowodów na to, że najstarszy gród gnieźnieński zbudowano dopiero ok. 940 roku na Wzgórzu Lecha (gdzie według źródeł archeologicznych znajdowała się wówczas świątynia pogańska), a więc za panowania Siemomysła Lestkowica z dynastii Piastów. W 966 roku w okolicach Gniezna najprawdopodobniej na Ostrowie Lednickim Mieszko I przyjął chrzest Polski. Mieszko I po 966 roku zbudował kościół, w którym pochowano Jego żonę Dąbrówkę, zaś na terytorium grodu w miejscu obecnego kościoła św. Jerzego wzniósł kamienne palatium z kaplicą. Jednak tak późna chronologia Gniezna jako obronnej siedziby książęcej nie wyklucza wcale funkcjonowania na tym miejscu od przełomu VIII i IX w. pogańskiego ośrodka kultowego, na terenie którego dokonywano prawdopodobnie intronizacji książąt plemiennych. W X w. Gniezno stanowiło jeden z grodów stołecznych państwa Piastów, obok m.in. Ostrowa Lednickiego, Poznania i Giecza (grodów stołecznych, czyli miejsc, gdzie wzniesiono tzw. palatia książęce było kilka, lecz zgodnie z dokumentem „Dagome iudex” z ok. 991 roku, jedyną formalną stolicą państwa polskiego było Gniezno). O stołecznej funkcji Gniezna świadczyć mogą także napisy Gnezdun civitas na monetach Bolesława Chrobrego, jak również fakt pochowania właśnie w Gnieźnie w 997 roku ciała biskupa i męczennika Wojciecha.
W 1000 roku odbył się w Gnieźnie zjazd, w którym uczestniczył Bolesław I Chrobry i Otton III; utworzono wtedy arcybiskupstwo i metropolię gnieźnieńską na czele z bratem św. Wojciecha – Radzimem Gaudentym oraz podległych jej trzech biskupstw w Krakowie z biskupem Popponem, w Kołobrzegu z biskupem Reinbernem, Wrocławiu z biskupem Janem. Także wtedy świątynię wybudowaną przez Mieszka I wyniesiono do rangi katedry. W 1018 roku miasto przeżyło klęskę: pożar strawił podgrodzie wraz z kościołem katedralnym, który do 1025 roku przeistoczył się w piękną, romańską katedrę. W 1025 roku w Gnieźnie miała miejsce koronacja Bolesława Chrobrego na pierwszego króla Polski. W 1038 roku do Gniezna wtargnął książę czeski Brzetysław I, pozostawiając po sobie spalone podgrodzia i zniszczoną, ograbioną katedrę oraz zburzony zamek książęcy. Na skutek tego Kazimierz Odnowiciel przeniósł stolicę do Krakowa. W 1138 roku po śmierci Bolesława Krzywoustego Gniezno wchodzi w skład dzielnicy senioralnej – władzę przejmuje Władysław II Wygnaniec. W 1177 roku odbył się w Gnieźnie zjazd licznego grona książąt, możnowładców świeckich i duchowych. W 1194 roku po śmierci Kazimierza Sprawiedliwego Gniezno przechodzi pod władzę książąt wielkopolskich. Pożar w 1192 roku zniszczył kamienny zamek na Wzgórzu Lecha.
Pomyślne dla Gniezna były rządy Władysława Odonica, który dążył do odbudowy znaczenia ośrodka, wzniósł tu w latach 1234-1237 swój zamek i poczynił przygotowania do lokacji miasta na prawie niemieckim. Dokument lokacyjny miasta nie zachował się, przypuszcza się jednak, że został wydany przed śmiercią Władysława Odonica w 1239 roku. Dokument lokacyjny Powidza z 1243 roku wymienia już Gniezno jako pełnoprawne miasto. Tym samym Gniezno stanowi najstarszą udokumentowaną lokację miejską w Wielkopolsce.
W 1295 roku odbyła się po 219-letniej przerwie w katedrze gnieźnieńskiej koronacja króla Przemysława II. W 1300 roku koronował się w mieście Wacław II Czeski. Lokacyjne miasto w XIII i XIV w. otaczały mury, a od wschodu fosa. Do miasta wiodły trzy bramy: Poznańska (Tumska), Toruńska i Pyzdrska.

### Późne średniowiecze i początek nowożytności
Od 1314 roku Gniezno było miastem powiatowym w województwie kaliskim. W 1331 roku miasto zajęli Krzyżacy, rabując je i niszcząc. Odbudowę i rozwój gospodarczy miasto zawdzięcza Kazimierzowi Wielkiemu. Za panowania Władysława Jagiełły (1419) dzięki staraniom Mikołaja Trąby, gnieźnieńskim arcybiskupom przyznano tytuł prymasa Polski oraz zastrzeżono dla nich purpurę kardynalską, dzięki czemu Gniezno umocniło swoją pozycję jako polska stolica chrześcijaństwa. W kolejnych latach Gniezno stało się ważnym ośrodkiem handlu krajowego i zagranicznego. Każdego roku odbywały się w Gnieźnie jarmarki: św. Wojciecha, św. Bartłomieja, św. Trójcy i św. Andrzeja. Z biegiem lat także organizowano jarmark św. Anny, św. Franciszka oraz św. Mateusza. Uczestniczyli w nich kupcy z Wilna, Mińska, Brześcia, Śląska, Moraw, Włoch, Flandrii i Anglii, a także z Hamburga, Norymbergi i nadmeńskiego Frankfurtu. Gniezno było drugim po Krakowie ośrodkiem polskiej kultury, szczególnie muzycznej. Działała tu także założona w XI w. szkoła katedralna, wówczas porównywana z Akademią Krakowską. W 1424 roku Gniezno otrzymało prawo składu (na mocy którego obcy kupcy przejeżdżający przez miasto musieli w nim wystawić towary na sprzedaż). Na początku XVI wieku w Gnieźnie istniało ponad 300 zakładów rzemieślniczych. Jednak na skutek wielu klęsk takich jak pożary (największe w 1503, 1512, 1538, 1548 i 1613) oraz za sprawą najazdów wojsk szwedzkich (1656, 1707) Gniezno stopniowo traciło swoją pozycję w kraju. Odbudowa zaczęła się dopiero w połowie XVIII wieku. W 1582 roku powstała w Gnieźnie drewniana synagoga. W 1583 roku w Gnieźnie erygowano Prymasowskie Wyższe Seminarium Duchowne.

### Okres rozbiorów

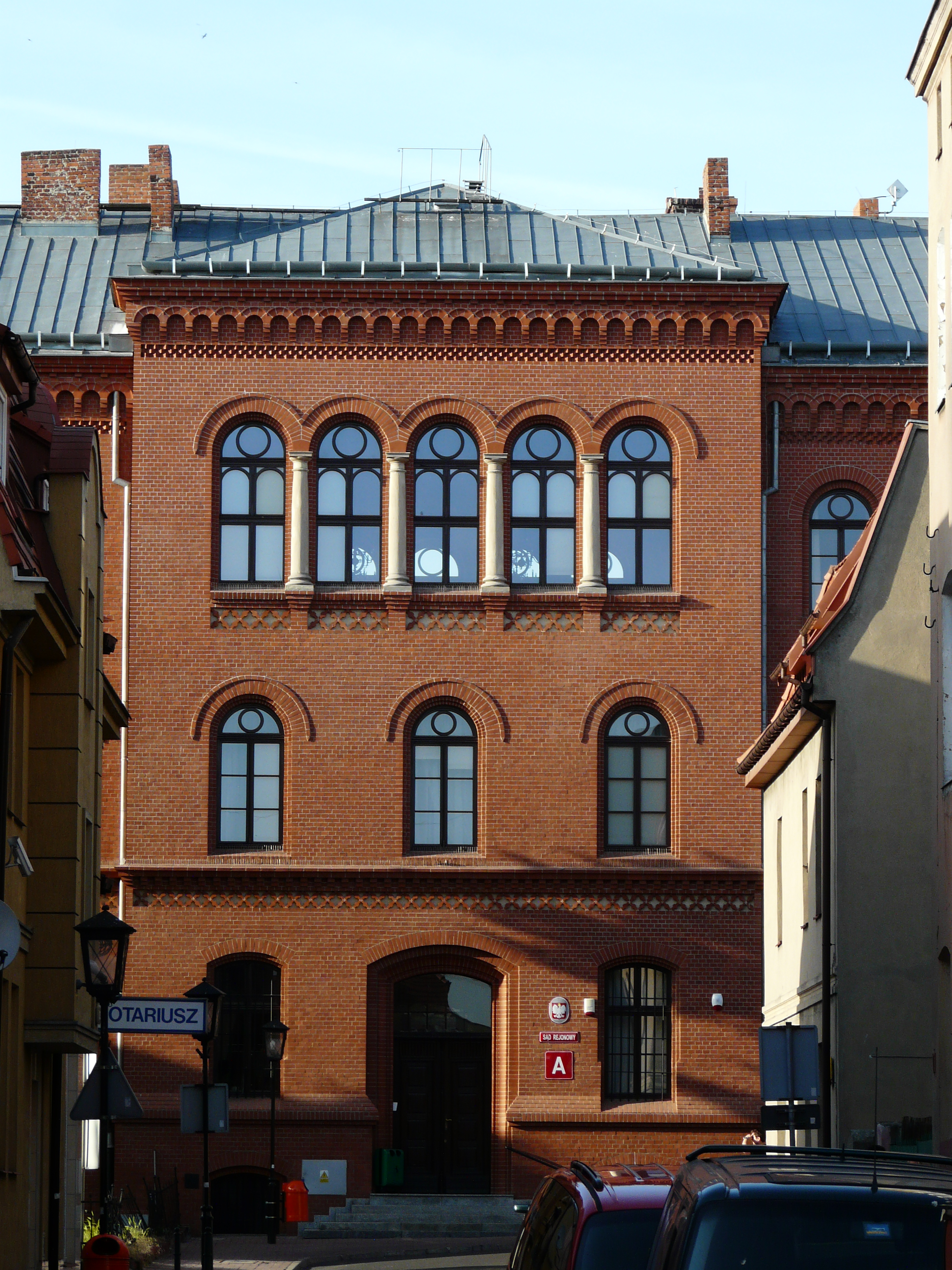
Budynek sądu, w którym w 1902 r. toczył się proces przeciwko rodzicom uczestników strajku szkolnego we Wrześni

W 1768 roku Gniezno stało się stolicą województwa. Po II rozbiorze Rzeczypospolitej znalazło się pod zaborem pruskim. W 1794 roku objęte było powstaniem kościuszkowskim – wyzwolone spod pruskiej okupacji 25 września. W tym czasie w Gnieźnie przebywał generał Dąbrowski. Między 1807 a 1815 rokiem leżało w granicach Księstwa Warszawskiego, w latach 1815–1848 w wyniku postanowień kongresu wiedeńskiego – Wielkiego Księstwa Poznańskiego wchodzącego w skład Prus.
Po pożarze w 1819 roku zdecydowano o nowym układzie przestrzennym miasta. Wytyczono rynek i nową ulicę Bolesława Chrobrego, na której wyeksponowana była katedra gnieźnieńska. W ciągu XIX w. wybudowano m.in.: Ratusz, stację kolejową, szpital, rzeźnię, gazownię, koszary, urząd miejski. Powstał szereg zakładów przemysłowych: garbarnia, cukrownia, gorzelnia. W 1894 roku otwarto w Gnieźnie Wojewódzki Szpital dla Nerwowo i Psychicznie Chorych Dziekanka.

### Dwudziestolecie międzywojenne i II wojna światowa
W latach 1918–1919 było jednym z głównych ośrodków powstania wielkopolskiego; wyzwolone zostało 29 grudnia 1918. Po odzyskaniu niepodległości, w 1919 roku, stało się siedzibą władz powiatowych, pięć lat później uzyskało status miasta wydzielonego. Przywrócono dawny herb miasta z orłem w koronie. W 1925 roku Gniezno odwiedził prezydent Wojciechowski z okazji Wystawy Rolniczo-Przemysłowo-Handlowej. W okresie okupacji hitlerowskiej Gniezno wchodziło w skład Rejencji Inowrocławskiej Kraju Warty. Na terenie miasta i okolic działały struktury m.in. ZWZ-AK, Tajnej Organizacji Wojskowej, Tajnej Organizacji Narodowej, Wojskowej Organizacji Ziem Zachodnich, Narodowej Organizacji Bojowej, NOW i NSZ. W 1940 roku hitlerowcy rozebrali gnieźnieńską synagogę.

### Polska Ludowa
W styczniu 1945 roku do miasta wkroczyły oddziały Armii Czerwonej, a 21 stycznia o godzinie 15 wywołały pożar archikatedry wystrzeliwując w jej kierunku pocisk artyleryjski z sowieckiego czołgu, który trafił w jedną z wież katedry. W 1947 roku Gniezno zostało odznaczone przez Radę Państwa Wielką Wstęgą Orderu Odrodzenia Polski za „wytrwałą tysiącletnią walkę z naporem germańskim”. Z tej okazji odbyły się w mieście uroczystości z udziałem marszałka Roli-Żymierskiego i prezydenta Bolesława Bieruta (m.in. uroczysta msza i defilada wojska). W 1966 roku w Gnieźnie miały miejsce Centralne Uroczystości Tysiąclecia Chrztu Polski oraz Państwa Polskiego. W 1979 roku Gniezno po raz pierwszy jako papież odwiedził Jan Paweł II. Rozwijał się także przemysł włókienniczy, garbarski i obuwniczy ukierunkowany głównie na eksport do ZSRR.

### Lata 1989–2013

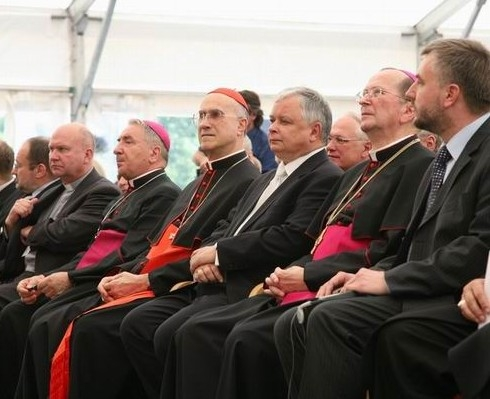
Prezydent Lech Kaczyński podczas VII Zjazdu Gnieźnieńskiego

Po przemianach gospodarczych w Polsce po 1989 roku nastąpił szereg upadków zakładów państwowych. Część sprywatyzowana działa nadal w zmienionych formach do dziś. W 1992 podczas reorganizacji Kościoła Katolickiego w Polsce, kard. Józef Glemp pełniący dotychczas funkcję metropolity gnieźnieńskiego i warszawskiego został mianowany metropolitą warszawskim. Tym samym Gniezno straciło tytuł stolicy prymasowskiej nadanej w 1419 roku. W czerwcu 1997 roku uroczyście obchodzono milenium śmierci św. Wojciecha. W uroczystościach uczestniczył Jan Paweł II, prezydenci siedmiu państw Europy Środkowej i Wschodniej oraz ok. 280 tys. pielgrzymów z Polski i Świata. W 2000 roku obchodzono milenium Zjazdu Gnieźnieńskiego. Z tej okazji miały miejsce następujące wydarzenia:
- III Zjazd Gnieźnieński – z udziałem prezydentów: Polski – Aleksandrem Kwaśniewskim, Niemiec – Johannesem Rauem, Słowacji – Rudolfem Schusterem, Litwy – Valdasem Adamkusem i Węgier – Árpádem Gönczem
- Uroczyste posiedzenie Sejmu RP
- Światowy Zlot Harcerstwa Polskiego „Gniezno 2000” – zorganizowany przez Związek Harcerstwa Polskiego z udziałem prawie 10 tys. harcerzy (miasteczko zlotowe zlokalizowane było na lotnisku w Bednarach)
- V Kongres Krajoznawstwa Polskiego – zorganizowany przez Polskie Towarzystwo Turystyczno-Krajoznawcze[21]
- Wspólna modlitwa Chrześcijan, Muzułmanów i Żydów o pojednanie na Placu św. Wojciecha[22]

W tym samym roku w Gnieźnie powstało Collegium Europaeum Gnesnense.
Przez cały 2006 rok w Gnieźnie miały miejsce główne Uroczystości Millenium Śmierci bł. Radzyma Gaudentego – pierwszego arcybiskupa metropolity gnieźnieńskiego na Ziemiach Polskich.
19 grudnia 2009 abp Henryk Muszyński został mianowany przez Benedykta XVI prymasem Polski. Tym samym tytuł ten, po prawie dwudziestoletniej przerwie wrócił do Gniezna, gdzie metropolita jest jednocześnie prymasem, bez unii z inną diecezją (Od czasów zaborów osoba prymasa była metropolitą gnieźnieńskim i poznańskim, a od okupacji hitlerowskiej gnieźnieńskim i warszawskim). Prezydent Lech Kaczyński w ostatnią z podróży w Polsce przed śmiercią wybrał się właśnie do Gniezna na VII Zjazd Gnieźnieński. 8 maja 2010 roku papież Benedykt XVI mianował nowego metropolitę gnieźnieńskiego prymasa Polski – abp Józefa Kowalczyka, dotychczasowego nuncjusza apostolskiego w Polsce. 26 czerwca odbył się uroczysty ingres nowego metropolity do katedry gnieźnieńskiej, gdzie abp Henryk Muszyński przekazał mu pastorał, a nowy prymas Polski podpisał, przy Kapitule Gnieźnieńskiej dokument objęcia diecezji. Na uroczystości obecni byli m.in. pełniący obowiązki prezydenta RP Bronisław Komorowski, byli prezydenci Lech Wałęsa i Aleksander Kwaśniewski, a także liczni posłowie, senatorowie oraz przedstawiciele Rady Miasta Gniezna i Rady Powiatu Gnieźnieńskiego wraz z Prezydentem Gniezna Jackiem Kowalskim.
W latach 2003, 2004, 2005, 2007, 2010, 2012 i 2016 roku odbywały się kolejne zjazdy gnieźnieńskie.
8 czerwca 2013 roku w Gnieźnie odbyła się V ogólnopolska pielgrzymka ministrantów i lektorów.

## Galeria

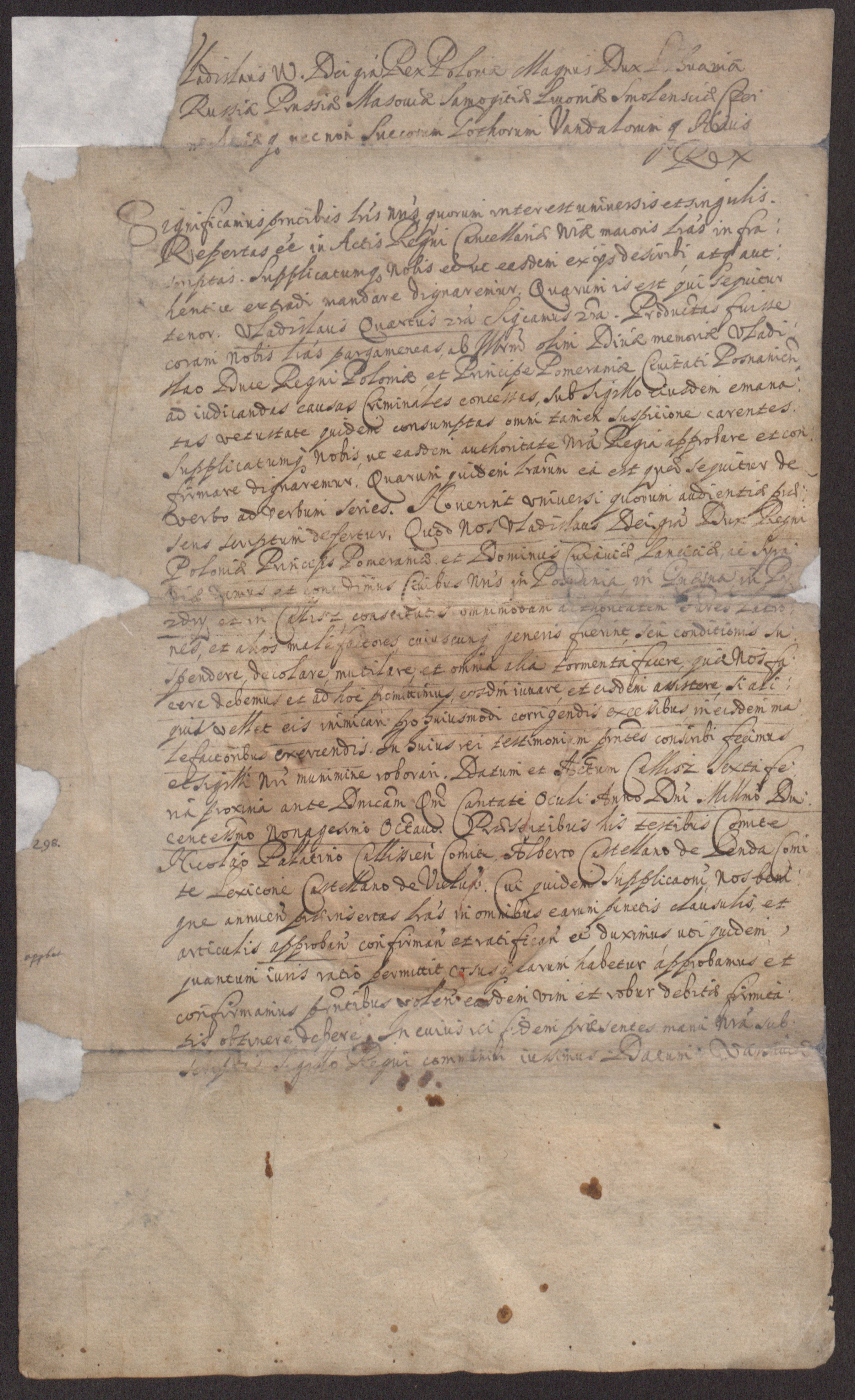
Władysław IV zatwierdza poprzednie przywileje dla miasta Gniezna (miejsce przechowywania: Archiwum Państwowe w Poznaniu)